# Dolichopus varians
Dolichopus varians är en tvåvingeart som beskrevs av Smirnov 1948. Dolichopus varians ingår i släktet Dolichopus och familjen styltflugor. Inga underarter finns listade i Catalogue of Life.